# Гендерное беспокойство
«Гендерное беспокойство. Феминизм и подрыв идентичности» (англ. Gender Trouble: Feminism and the Subversion of Identity) — книга, написанная в 1990 году американским философом Джудит Батлер. Это один из самых известных трудов исследовательницы. Книга получила признание благодаря новаторским идеям относительно гендерной идентичности и отношений между гендером и полом.
В этой работе, как и в другой своей книге, «Заметки к перформативной теории собрания» (англ. Notes Toward a Performative Theory of Assembly, 2015), Батлер развивает свою перформативную теорию гендера. Гендер является следствием многократных перформативных действий, а гендерная идентичность — это проявление не биологической сущности человека, а скорее продукт его поведения, действий, то есть его перформативности.

## Содержание
Текст состоит из трёх глав, где категория гендера исследуется в различных аспектах.
Глава первая «Субъекты пола/гендера/желания»
В первой главе Джудит Батлер ставит под сомнение термины и концепции, которые обычно считаются само собой разумеющимися, включая предполагаемое разделение между полом и гендером. Батлер, прежде всего, выступает против культурно сконструированных бинарных отношений, которые она воспринимает как пережиток маскулинного образа мышления общества о разуме и теле. Концепция «женщины» испорчена, потому что ее определение порождает те самые исключительные практики, которые, как утверждает феминизм, отвергаются. Таким образом, задача феминизма состоит в том, чтобы теоретизировать гендер и феминистскую политику без привязки к женщинам или женскому телу. Батлер предлагает новую форму феминизма, которая критикует такие понятия как идентичность и гендер. Это заставляет ее смотреть на пол и гендер как на независимые друг от друга понятия. Пол является биологическим термином, а гендер сконструирован культурно.
Глава вторая «Запрет, психоанализ и производство гетеросексуальной матрицы»
Во второй главе Батлер обращается к психоаналитическим, структуралистским и постструктуралистским представлениям о гендере и формировании идентичности. Она показывает, насколько проблематичен социалистический феминизм, а структуралистская антропология Леви-Стросса допускает ошибки, которые приводят к обреченной на провал формулировке гендера. Исследуя запреты, которые, как утверждается, способствуют формированию идентичности ребенка (как правило, такой, которая приводит к гетеросексуальной гендерной реальности), Батлер приходит к выводу, что запрет на гомосексуальность и вытекающие из этого репрессии обладают той же силой, как и запрет на инцест.
Глава третья «Подрывные телесные акты»
Третья глава начинается с анализа идей Юлии Кристевой. Кристева утверждала, что «семиотический» язык — был проявлением материнского тела в письменной форме, неконтролируемым посредством отеческого логоса. Для исследовательницы поэтическое творчество и материнство — единственные культурно допустимые способы для женщин вернуться заново в материнское тело, а женская гомосексуальность этому препятствует. Джудит Батлер критикует Кристеву, утверждая, что ее настаивание на «материнстве», которое предшествует культуре, и на поэзии как возвращении к материнскому телу является эссенциалистским. Батлер считает, что теория Кристевой основана на той же самой системе, которую она хочет опровергнуть.
В конце работы Батлер утверждает, что ее деконструкция существенной гендерной идентичности никоим образом не исключает возможности эффективной политической организации. Вместо этого гендер как перформативная идентичность открывает новые возможности для организации.